# Tajisija Nesterenko
Tajisija Hryhoriwna Nesterenko, ukr. Таїсія Григорівна Нестеренко (ur. 12 maja 1990) – ukraińska piłkarka, grająca na pozycji pomocnika.

## Kariera piłkarska

### Kariera klubowa
W 2000 rozpoczęła karierę klubową w seniorskiej drużynie FK Charkiw, która potem nazywała się Charkiw-Kondycioner, Metalist Charków i Arsenał Charków. W 2006 roku po rozwiązaniu charkowskiego klubu, przeniosła się do nowo utworzonego klubu Żytłobud-1 Charków, w którym pełniła funkcję kapitana drużyny. W 2016 roku doznała poważnej kontuzji (uszkodzenie więzadła krzyżowego w stawie kolanowym), przez co opuściła sześć miesięcy w procesie treningowym. W 2021 roku wyjechała do Rosji, gdzie dołączyła do Zwiezdy-2005 Perm. 16 sierpnia 2022 podpisała kontrakt z klubem Rubin Kazań.

### Kariera reprezentacyjna
W 2008 broniła barw juniorskiej reprezentacji Ukrainy U-19.

## Sukcesy i odznaczenia

### Sukcesy klubowe
Żytłobud-1 Charków
- mistrz Ukrainy: 2006, 2008, 2011, 2012, 2013, 2014, 2015, 2018, 2019
- zdobywca Pucharu Ukrainy: 2006, 2007, 2008, 2010, 2011, 2013, 2014, 2015, 2016, 2018, 2019